# Carl Johan Fleetwood (1802–1866)
Carl Johan Fleetwood, född 21 september 1802 i Loftahammars socken, Kalmar län, död 17 december 1866 i Eds kapellförsamling, samma län, var en svensk friherre och militär.

## Biografi
Carl Johan Fleetwood föddes som son till löjtnanten Fredrik Vilhelm Fleetwood och Lovisa Christina Key på Mistekärrs gård, nordost om Loftahammar. 29 september 1817 antogs Fleetweeo som kadett vid Krigsakademien på Karlberg och utexaminerades 19 september 1820. 19 oktober 1820 utnämndes han till fänrik vid Första livgrenadjärregementet och 30 mars 1833 fick han löjtnants grad. Fleetwood blev 29 april 1840 kammarherre och utnämndes 17 juli 1843 till kapten. Han utnämndes 10 november 1851 till riddare av Svärdsorden och tog 17 mars 1854 avsked som major i armén. Fleetwood tog 12 april 1864 avsked ur krigstjänsten och avled 1866 på Vindö herrgård i Eds kapellförsamling.

### Egendom
Fleetwood ägde Vindö herrgård i Eds kapellförsamling.

### Familj
Fleetwood gifte sig 7 februari 1843 i Stockholm med friherrinnan Carolina Sofia Aurora Charlotta Amalia Matilda Alexandra Sparre (1815–1874), dotter till generalmajoren, friherre Sixten David Sparre och grevinnan Carolina Sofia Amalia Eleonora Lewenhaupt. I äktenskapet föddes barnen Carl Sixten Fleetwood (född 1843), Carl Fredrik Fleetwood (född 1845), döttrarnaLovisa Carolina Sofia Fleetwood (1847–1872) som var gift med löjtnanten, friherre Sten Axel Viktor Fleetwood och Carolina Cecilia Adelaide Ebba Sigrid Fleetwood (född 1858) som var gift med majoren Johan Hjalmar Bernhard Cedercrantz och stationsinspektorn Peter Axel Andersson.